# Thank U
Pour les articles homonymes, voir Thank You.
Singles de Alanis Morissette
Uninvited Joining You
(1998)
Clip vidéo
(en) [vidéo] « Thank U (officiel) (réalisation : Stéphane Sednaoui) », sur YouTube
Pistes de Supposed Former Infatuation Junkie
Baba
(2) Are You Still Mad?
(4)
Thank U est le premier single et la troisième piste extraits du quatrième album d'Alanis Morissette, Supposed Former Infatuation Junkie sorti en 1998.

## Écriture et inspiration
Morissette a écrit Thank U après son retour d'un voyage en Inde en 1997. La chanson exprime la gratitude qu'elle a ressenti à l'époque. Les paroles, telles que « Thank you terror », « Thank you frailty », en français « merci terreur » et « merci fragilité », prête à une réflexion du sens lyrique sur le cynisme, le désespoir, le triomphe personnel et l'espoir.
Thank U est une chanson pop rock composée dans la tonalité de do majeur. Il est écrit en commun temps et se déplace à un rythme modéré de 80 battements par minute. La chanson utilise une progression d'accords simple entre un accord de Do majeur tonique, une dominante d'accord de sol majeur, et la corde fa sous-dominante majeure.

## Clip vidéo
Le clip met en scène Alanis Morissette nue, avec de longs cheveux cachant ses seins et son entrejambe est soit laissé dans l'ombre, soit flouté ; elle évolue en chantant dans une variété de lieux publics, comme la rue, le métro (dans une rame, puis sur un quai) ou un supermarché, tandis que des passants inconnus lui posent un bref instant une main sur une épaule, le ventre ou une joue. De légères modifications à la vidéo ont été faites avant la diffusion par MTV en Inde et dans certains autres pays asiatiques. En mai 2001, la vidéo a été élue # 66 sur VH1's Greatest 100 Vidéos. Le clip a été réalisé par Stéphane Sednaoui.

## Reprises et parodies
Steven Wilson - cover version - 2005
Blackfield - live in nyc - 2007
Aurora - album 'Good Night Songs For Rebel Girls' - 2020

## Liste des titres
1. Thank U (album version) – 4:19
2. Pollyanna Flower (unreleased bonus track) – 4:07
3. Uninvited (demo) – 3:04